# Омура Сумітада
Омура Сумітада (яп. 大村純忠, おおむらすみただ; 1533 — 23 червня 1587) — японський державний і військовий діяч 16 століття, кінця періоду Муроматі. Перший японський самурайський володар, що прийняв християнство.

## Короткі відомості
Омура Сумітада народився 1533 року другим сином в сім'ї Аріми Харудзумі, володаря земель Такаку в провінції Хідзен, на території сучасної префектури Наґасакі. 1538 року його усиновив Омура Сумісакі, володар місцевості Омура. 1550 року названий батько передав Сумітаді головування у своєму роді. Ця подія викликала обурення частини васалів роду Омура, оскільки вони підтримували на головування рідного сина Сумісакі, Омуру Такаакі, та іншого названого сина, Ґото Суміакі.
1561 року Омура Сумітада зустрівся із єзуїтським місіонером Луїсом Альмейдою, який прибув до його володінь у село Йокосеура проповідувати християнство. Він дозволив місіонеру поширювати нову віру і за його допомоги розпочав торгівлю із португальцями. Незабаром у цих землях було закладено перший міжнародний порт. Сам Омура Сумітада запросив голову єзуїтської місії в Японії Косме де Торреса і 1563 року став першим японським володарем-християнином, прийнявши хрещення під іменем Варфоломій.
Швидке поширення нової віри серед простого люду і активне сприяння цьому Омури Сумітади виклали протести місцевої знаті та буддистського духовенства. Після того як противники християнства спалили порт і поселення в Йокосеурі, він заснував 1565 року новий порт у місцевості Фукуда, а 1570 року — порт Наґасакі. Останній став центром християнської місії та японсько-європейської торгівлі. 1580 року Омура Сумітада подарував Товариству Ісуса порт Наґасакі, а також відправив до Риму перше японське посольство.
Омура вів перманенту війну із сусіднім родом Рюдзодзі, який прагнув встановити гегемонію на півночі острова Кюсю. Тиск сусідів був надзвичайно сильним, тому 1584 року християнський володар був змушений визнати свою залежність від ворога. Проте того ж року голова Рюдзодзі, Рюдзодзі Таканобу, загинув у битві з коаліційними військами родів Аріма та Сімадзу, і незалежність Омури була відновлена. 1587 року, в ході походу об'єднувача Японії Тойотомі Хідейосі на Кюсю, він перейшов на його бік і став володарем-васалом роду Тойтомі. Омура отримав гаратії на свої володіння, але незабаром помер 23 червня того ж року.